# Josif Kedhi
Josif Kedhi (ur. 1879 w Beracie, zm. 28 listopada 1944 we Wlorze) – albański prawnik, minister sprawiedliwości Albanii w latach 1926–1927.

## Życiorys
W latach 1923–1925 był posłem w albańskim parlamencie.
Od 30 lipca 1926 do 10 lutego 1927 pełnił funkcję ministra sprawiedliwości Albanii. Niedługo po objęciu tego urzędu, dnia 5 sierpnia 1926 prezydent Ahmed Zogu wyznaczył Kedhiego na szefa Komitetu Ustawodawczego, którego celem było zreformowanie systemu ustawodawczego.
W 1937 roku udzielał porad prawnych podczas ogłaszania autokefalii Albańskiego Kościoła Prawosławnego.